# Drimini
Drimini é uma vila na comuna de Debila, no distrito de Debila, província de El Oued, Argélia. A vila está localizada a seis quilômetros (3,7 milhas) ao norte de Debila, ao qual está ligada por uma estrada local.